# Rivière Coulonge
Pour les articles homonymes, voir Coulonge.
La  rivière Coulonge est un affluent de la rive nord de la rivière des Outaouais. La rivière Coulonge coule dans les régions administratives de l'Abitibi-Témiscamingue et de l'Outaouais, au Québec, au Canada.
À partir de son lac de tête, le cours de la rivière Coulonge traverse successivement les territoires suivants :
- territoire non organisé du Lac-Pythonga (MRC de La Vallée-de-la-Gatineau) : canton de Gaillard ;
- territoire non organisé du Réservoir-Dozois (MRC de La Vallée-de-l'Or), en Abitibi-Témiscamingue : canton de Ryan ;
- territoire non organisé du Lac-Nilgaut (MRC de Pontiac) : de Houdet, de Beaumouche, de Horan, d'Égriseilles, de Saintes, de la Rochelle, de Rochefort, de Gascogne, d'Anjou, de Bri, de Gillies ;
- municipalité de Mansfield-et-Pontefract (MRC de Pontiac) : canton de Pontefract.

La surface de la partie supérieure de la rivière est généralement gelée du début décembre à la mi-avril. La foresterie constitue la principale activité économique de ce secteur.

## Géographie

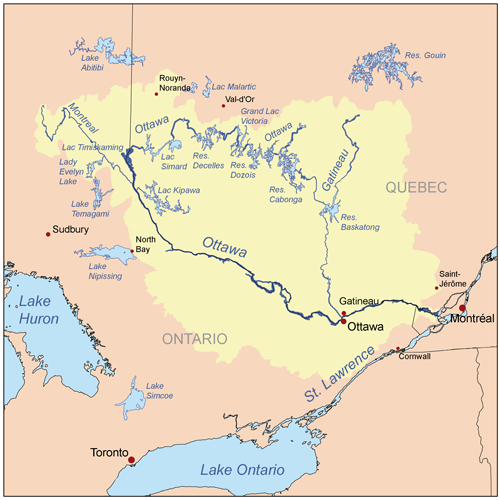
Bassin hydrographique de la rivière des Outaouais.

La rivière Coulonge coule du nord au sud sur plus de 241 km entre la rivière Dumoine (située à l'ouest) et la rivière Gatineau (située à l'Est). Son débit maximal atteint 200 m3/s.
La rivière Coulonge prend sa source dans la réserve faunique La Vérendrye au lac au Barrage (dimension : 4,6 km par 3,6 km ; altitude : 359 m) en forme s'apparentant à une croix, situé dans le territoire non organisé du Lac-Pythonga. Ce lac de tête comporte un pont routier à son embouchure (au sud du lac). Cette embouchure est située à :
- 10,9 km au sud-ouest du réservoir Cabonga ;
- 24,3 km au sud-est d'une baie du réservoir Dozois ;
- 6,0 km au sud-ouest de la route 117 ;
- 144,6 km au nord de la confluence de la rivière Coulonge.

La rivière Coulonge possède un affluent important nommé rivière Coulonge Est, situé à l'est du lac Galarneau et à l'est du lac Jim, coulant parallèlement à l'est sur une longueur de 108,5 km. Un peu au nord de Fort-Coulonge, la rivière coule dans d'imposantes chutes de 48 m de hauteur et une gorge majestueuse de 750 m.

### Cours supérieur dans la réserve faunique La Vérendrye

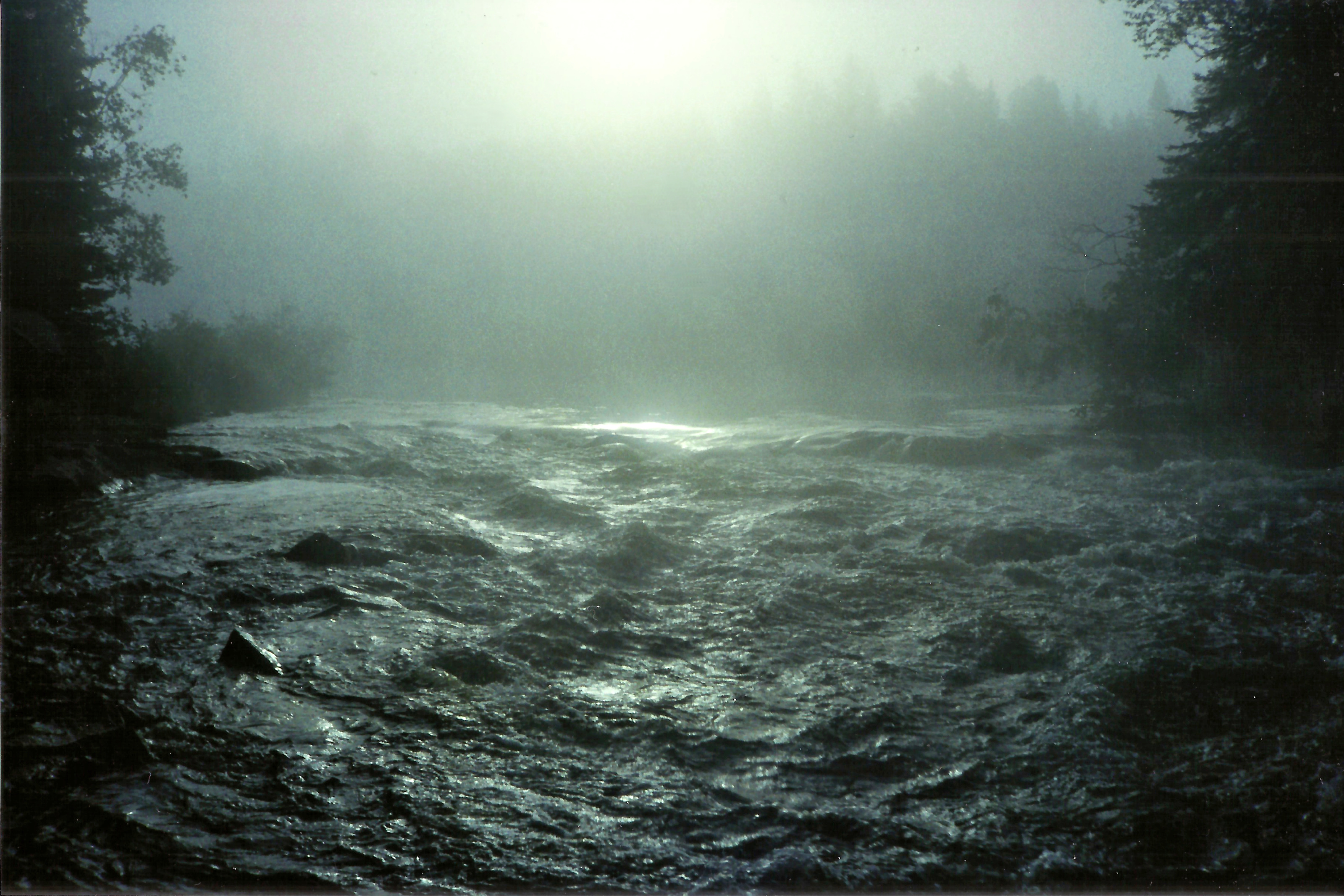
Rivière Coulonge supérieure dans la réserve faunique La Vérendrye

Note : dans la partie supérieure de ce segment, le courant traverse quatre lacs dont le niveau de l'eau est régularisé par un barrage ; puis quatre autres lacs.
À partir du lac au Barrage, la rivière Coulonge coule sur (segment de 53,4 km) :
- 13,4 km vers le sud-est, puis le sud-ouest, en traversant le lac Grand, jusqu'à son embouchure ;
- 4,9 km vers le sud-ouest, en traversant le lac Nichcotéa (altitude : 359 m), jusqu'à son embouchure ;
- 5,3 km vers le sud-ouest, en traversant le lac Desty (altitude : 358 m), jusqu'à son embouchure ;
- 5,0 km vers le sud-ouest, en traversant le lac D'Arcy (altitude : 358 m), jusqu'à son embouchure ;
- 2,7 km vers le sud, en traversant le lac Giroux (altitude : 357 km), jusqu'au barrage à son embouchure (côté sud) ;
- 5,4 km dont 0,8 km vers le sud jusqu'à un second barrage ; puis vers le sud-ouest en traversant le lac Nelligan (altitude : 349 km) et le lac Avers, jusqu'à l'embouchure de ce dernier ;
- 11,7 km vers le sud, en traversant le lac Ward (longueur : 7,8 km ; altitude : 346 m), jusqu'à la décharge du lac Cacatois ;
- 5,0 km vers le sud-ouest, en traversant le lac Pomponne (altitude : 339 m), jusqu'à son embouchure. Note : La limite sud de la réserve faunique La Vérendrye coupe le lac Pomponne en son milieu.

### Cours supérieur hors de la réserve faunique La Vérendrye
À partir de l'embouchure du lac Pomponne, la rivière Coulonge coule sur (segment de 77,6 km) :
- 1,3 km vers le sud, en traversant un lac non identifié (altitude : 336 km), jusqu'à la rive nord-ouest d'un second lac non identifié ;
- 1,9 km vers le sud, en traversant un lac non identifié (altitude : 333 km), jusqu'à son embouchure. Note : Ce lac reçoit de l'est les eaux de la décharge du lac Brûlé et de l'ouest le Ruisseau des marais ;
- 8,8 km vers le sud en formant une longue courbe vers l'est et en traversant quelques zones de rapides, jusqu'au ruisseau Mason (venant de l'ouest) ;
- 8,3 km vers le sud en traversant plusieurs zones de rapides, jusqu'au ruisseau Kane (venant de l'ouest) ;
- 2,8 km vers le sud-est en traversant une zone de rapides, jusqu'au ruisseau Booth (venant de l'ouest) lequel fait face au ruisseau Young (venant de l'Est) ;
- 6,3 km vers le sud-est en traversant trois zones de rapides ou de cascades dont les cascades du Batardeau, jusqu'au ruisseau Morris (venant de l'ouest) ;
- 7,9 km vers le sud en serpentant, ainsi qu'en recueillant la rivière Perley (venant du sud-est) et en traversant la chute Perley, jusqu'au ruisseau Bruce (venant de l'ouest) ;
- 10,5 km vers le sud, jusqu'au ruisseau Caldwell (venant de l'Est) ;
- 9,4 km vers le sud-est en serpentant, jusqu'au ruisseau Pilon (venant de l'ouest) ;
- 20,4 km vers le sud-est en serpentant, jusqu'au ruisseau à l'Argent (venant du sud-ouest) ;
- 2,4 km vers le sud, jusqu'à la rivière de la Corneille (venant du nord-est) ;

### Cours intermédiaire de la rivière Coulonge
À partir de la confluence de la rivière de la Corneille, la rivière Coulonge coule sur (segment de 59,0 km) :
- 5,9 km vers le sud-est, jusqu'au ruisseau Moore (venant du nord) ;
- 8,4 km vers le sud-est, jusqu'au ruisseau Murtagh (venant de l'Est) ;
- 6,9 km vers le sud-est, jusqu'à la décharge du lac Wright (venant de l'Est) ;
- 4,8 km vers le sud-est, en traversant la chute du Diable, jusqu'à la Petite chute du Diable ;
- 10,9 km vers le sud-est, en recueillant les eaux du ruisseau Washburn (venant du nord-est), puis en bifurquant vers le sud-ouest, jusqu'au ruisseau Duval (venant du nord-ouest) lequel draine le lac Duval ;
- 8,7 km vers le sud, puis vers l'est en formant une courbe vers le nord, jusqu'au ruisseau Paul (venant de l'Est) ;
- 9,7 km vers le sud-est, en traversant les Rapides Enragés, jusqu'au ruisseau Jim (venant du sud-ouest) lequel draine le lac Jim et le lac Galarneau ;
- 3,7 km vers l'est, jusqu'à la confluence de la rivière Coulonge Est (venant du nord-est).

### Cours inférieur de la rivière Coulonge

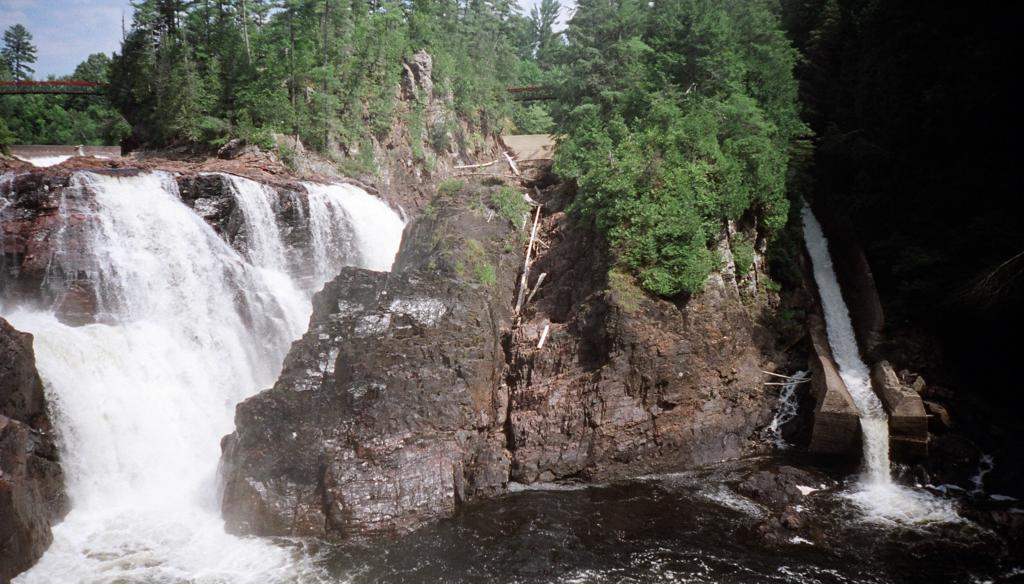
Chutes Coulonge

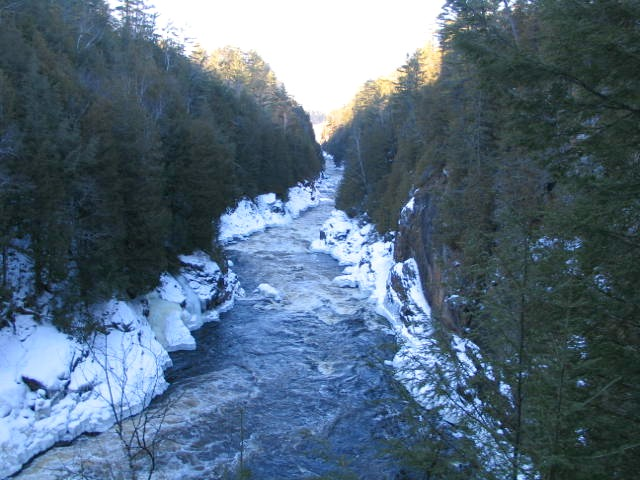
Gorge des chutes Coulonge

À partir de la confluence de la rivière Coulonge Est, la rivière Coulonge coule sur (segment de 51,2 km) :
- 1,7 km vers le sud, jusqu'aux Rapides Polar ;
- 6,5 km vers le sud, jusqu'à la chute à l'Ours ;
- 7,6 km vers le sud jusqu'au Ruisseau de Rouin, puis vers l'ouest et enfin vers le sud, jusqu'au ruisseau Gillies (venant du nord-ouest) lequel draine les eaux du lac Gillies ;
- 10,5 km vers le sud-est, jusqu'au Crique du Dépôt (venant du nord) ;
- 3,2 km, jusqu'à la décharge du lac Hickey (venant du nord) ;
- 2,5 km vers le sud, jusqu'au pont Terry-Fox, situé du côté nord-ouest du village Leclair ;
- 4,2 km vers le sud, jusqu'au sommet des Chutes Coulonge (altitude : 156 m) ;
- 9,0 km vers le sud-ouest en traversant les Chutes Coulonge, puis en formant un boucle vers le nord avant d'arriver au village, jusqu'au pont Blanc de la rue Principale (route 148) ;
- 6,0 km en formant un grand S dans le village de Fort-Coulonge vers l'ouest, jusqu'à sa confluence qui est barrée par l'île Arnold[3].

La rivière Coulonge se déverse dans le Lac Coulonge lequel est traversé vers l'est par la rivière des Outaouais. Cette confluence est située entre la Plage Coulonge (au sud-est) et la Plage Davidson (au nord-ouest), en amont du village de Fort-Coulonge, à 14,3 km en aval de l'Île-du-Grand-Calumet, à 57,7 km au nord-ouest de la ville de Amprior (Ontario), à 98,6 km à l'est de la confluence de la rivière Dumoine et à 97,3 km à l'ouest de la ville de Gatineau.

## Activités récréotouristiques
Cette rivière sauvage à l'eau claire et potable s'avère peu fréquentée par les amateurs de plein air. Les sites de campements pittoresques comportent généralement de belles plages propices à la baignade. Selon les lieux, le fonds de la rivière est sablonneux ou rocailleux. Cette rivière est reconnue pour les activités de pêche sportive.
Les principaux points d'accès à la rivière sont : lac Larouche, lac Green, lac Barrage, lac Grand, lac Pomponne, km 135, lac Bryson, km 99 - Chutes Gauthier, km 86, km 55, km 51, lac Jim et km 46 - Rapides Poplar.
En comparaison avec la rivière Noire et à la rivière Dumoine, la rivière Coulonge offre le plus de variétés de paysage. Elle comporte un plus haut pourcentage de rapides de toutes classes. Ainsi, cette rivière offre une combinaison intéressante de canotage de lac et de rivière.
La rivière Coulonge se divise en deux parties pour la descente en embarcations de rivière (ex. : canot, kayac) :
- Section entre le lac Green et le lac Pomponne : le trajet permet de traverser une série de lacs interreliés par la rivière, et comporte quelques rapides et portages ;
- Section entre lac Pomponne et la rivière des Outaouais : ce parcours qui traverse sur 180 km un territoire de la couronne, offre des caractéristiques géographiques changeantes, entre des segments d'eaux calmes, des rapides et de belles chutes dans un décor sauvage, ainsi que de nombreux rapides de classe RI à RIV. Les rapides considérés canotables se rencontrent dans un segment de 40 km, soit en aval du lac Pomponne lequel est situé à la limite de la réserve faunique La Vérendrye.

## Toponymie
Le terme Coulonge est utilisé dans plusieurs toponymes de la région de Mansfield-et-Pontefract : Fort-Coulonge (municipalité), des chutes, une plage et à une pointe. Ces toponymes liés évoquent l'intrépide capitaine et explorateur Nicolas d'Ailleboust de Manthet (1663-1709) ; ses récits indiquent qu'il a passé l'hiver de 1694, avec une trentaine d'hommes, dans les environs de l'île aux Allumettes, à l'ouest de Fort-Coulonge. Pierre-Georges Roy lui attribue le titre de sieur de Coulonge qu'il n'a toutefois jamais porté. Cette affirmation peut s'expliquer par le fait que son grand-père s'appelait Nicolas d'Ailleboust de La Madeleine et de Coulonge. En 1866, l'arpenteur S. L. Brabazon fait mention dans ses rapports du toponyme rivière Coulonge.
Le toponyme rivière Coulonge a été officialisé le 5 décembre 1968 par la Commission de toponymie du Québec.